# Lingener Mühlenbach und Nebenbach
Lingener Mühlenbach und Nebenbach este o arie protejată (sit de importanță comunitară — SCI) din Germania întinsă pe o suprafață de 19,18 ha, integral pe uscat.

## Localizare
Centrul sitului Lingener Mühlenbach und Nebenbach este situat la coordonatele 52°32′45″N 7°21′53″E / 52.5458°N 7.3647°E.

## Înființare
Situl Lingener Mühlenbach und Nebenbach a fost declarat sit de importanță comunitară în ianuarie 2005 pentru a proteja 2 specii de animale.

## Biodiversitate
Situată în ecoregiunea atlantică, aria protejată nu include niciun habitat protejat.
La baza desemnării sitului se află mai multe specii protejate:
- mamifere (1): castor (Castor fiber)
- pești (1): Cobitis taenia Complex